# کلاینلانگهایم
کلاینلانگهایم (به آلمانی: Kleinlangheim) یک منطقهٔ مسکونی در آلمان است که در کیتسینگن واقع شده‌است.